# W krainie pieniądza
W krainie pieniądza (ang. Casino Jack) – kanadyjski film biograficzny z 2010 roku w reżyserii George’a Hickenloopera.

## Fabuła
Stany Zjednoczone. Biznesmen Jack Abramoff (Kevin Spacey) jest jednym z najpotężniejszych lobbystów w kraju. By poszerzyć swoje wpływy, nawiązuje współpracę z Adamem Kidanem (Jon Lovitz). Wkrótce okazuje się, że jest on powiązany z mafią. Wplątuje Jacka w ciemne interesy.

## Obsada
- Kevin Spacey jako Jack Abramoff
- Kelly Preston jako Pam Abramoff
- Rachelle Lefèvre jako Emily J. Miller
- Barry Pepper jako Michael Scanlon
- Jon Lovitz jako Adam Kidan
- John David Whalen jako Kevin A. Ring
- Yannick Bisson jako Oscar Carillo
- Graham Greene jako Bernie Sprague
- Eric Schweig jako szef Poncho
- Christian Campbell jako Ralph Reed
- Spencer Garrett jako Tom DeLay
- Joe Pingue jako Anthony Ferrari

i inni